# Cumberland (Virginia)
Cumberland település az Amerikai Egyesült Államok Virginia államában, Cumberland megyében, melynek megyeszékhelye is. Lakosainak száma 365 fő (2020. április 1.).

## Népesség
A település népességének változása:

| 2010 | 393 |
| 2020 | 365 |